# Anii 1020
Secole: Secolul al X-lea - Secolul al XI-lea - Secolul al XII-lea
Decenii: Anii 970 Anii 980 Anii 990 Anii 1000 Anii 1010 - Anii 1020 - Anii 1030 Anii 1040 Anii 1050 Anii 1060 Anii 1070
Ani: 1020 1021 1022 1023 1024 1025 1026 1027 1028 1029